# Albesa
Albesa è un comune spagnolo di 1 531 abitanti situato nella comunità autonoma della Catalogna.